# Ozimek
Ozimek is een stad in het Poolse woiwodschap Opole, gelegen in de powiat Opolski. De oppervlakte bedraagt 3,25 km², het inwonertal 10.040 (2005).

## Geboren
- Waldemar Sobota (19 mei 1987), voetballer
- Paweł Olkowski (13 februari 1990), voetballer